# Liste des édifices labellisés « Patrimoine du XXe siècle » de la Seine-Saint-Denis
Cet article recense les édifices protégés au titre du Patrimoine du XXe siècle du département de la Seine-Saint-Denis, en France.

## Liste
| Monument | Commune                           | Adresse | Coordonnées                      | Notice         | Protection                           | Date      | Illustration |
| --- | --------------------------------- | --- | -------------------------------- | -------------- | ------------------------------------ | --------- | --- |
| Grand ensemble dit la Maladrerie                                                                                         | Aubervilliers                     | | 48° 54′ 54″ nord, 2° 23′ 51″ est | « EA93000001 » |                                      | 2008      | Image manquante Téléverser                                                                                               |
| Manufacture des Allumettes, ancien siège de la Documentation française, puis annexe de l'Institut national du patrimoine | Aubervilliers                     | 124 rue Henri-Barbusse | 48° 54′ 38″ nord, 2° 23′ 28″ est | « PA93000019 » | Inscrit MH                           | 2005      | Manufacture des Allumettes, ancien siège de la Documentation française, puis annexe de l'Institut national du patrimoine |
| Chapelle Saint-Paul d'Ambourget                                                                                          | Aulnay-sous-Bois                  | 42 rue du 8-mai-1945 | 48° 56′ 51″ nord, 2° 30′ 35″ est | « EA93000002 » |                                      | 2011      | Image manquante Téléverser                                                                                               |
| Grand ensemble dit Les Rigondes                                                                                          | Bagnolet                          | Rue des Rigondes | 48° 52′ 20″ nord, 2° 25′ 52″ est | « EA93000003 » |                                      | 2008      | Image manquante Téléverser                                                                                               |
| Grand ensemble Édouard-Vaillant                                                                                          | Bagnolet                          | Rue Victor-Hugo Rue Édouard-Vaillant Rue Lieutenant-Thomas Rue Jules-Ferry | 48° 51′ 28″ nord, 2° 25′ 00″ est | « EA93000004 » |                                      | 2008      | Image manquante Téléverser                                                                                               |
| Cité Germain-Dorel | Le Blanc-Mesnil                   | 212 avenue du Huit-Mai-1945 | 48° 57′ 10″ nord, 2° 26′ 33″ est | « PA93000001 » | Inscrit MH                           | 1996      | Cité Germain-Dorel |
| Église Saint-Charles | Le Blanc-Mesnil                   | 107 avenue de Normandie-Niémen | 48° 56′ 45″ nord, 2° 26′ 51″ est | « PA93000076 » | Inscrit MH                           | 2021      | Église Saint-Charles |
| Bourse départementale du travail                                                                                         | Bobigny                           | Place de la Libération avenue Jean-Jaurès | 48° 54′ 23″ nord, 2° 26′ 19″ est | « PA93000023 » | Inscrit MH                           | 2007      | Bourse départementale du travail                                                                                         |
| Cimetière musulman | Bobigny                           | 207 chemin des Vignes | 48° 54′ 02″ nord, 2° 25′ 43″ est | « PA93000020 » | Inscrit MH                           | 2006      | Cimetière musulman |
| Cité de l'Abreuvoir | Bobigny                           | | 48° 54′ 42″ nord, 2° 28′ 13″ est | « EA93000006 » |                                      | 2008      | Cité de l'Abreuvoir |
| Cité de l'Étoile | Bobigny                           | Rue de l'Étoile | 48° 54′ 38″ nord, 2° 25′ 36″ est | « EA93000007 » |                                      | 2008      | Cité de l'Étoile |
| Église de Tous-les-Saints                                                                                                | Bobigny                           | 1 avenue de l'Illustration | 48° 54′ 42″ nord, 2° 24′ 59″ est | « EA93000005 » |                                      | 2011      | Image manquante Téléverser                                                                                               |
| Gare de Bobigny | Bobigny                           | Avenue Henri-Barbusse | 48° 54′ 38″ nord, 2° 25′ 49″ est | « PA93000018 » | Inscrit MH · Inscrit                 | 2005 2009 | Gare de Bobigny |
| Hôpital Avicenne | Bobigny                           | 125 rue de Stalingrad | 48° 54′ 53″ nord, 2° 25′ 27″ est | « PA93000021 » | Inscrit MH                           | 2006      | Hôpital Avicenne |
| Église Saint-Yves-des-Quatre-Routes                                                                                      | La Courneuve                      | 18 avenue Lénine | 48° 55′ 11″ nord, 2° 24′ 45″ est | « EA93000009 » |                                      | 2011      | Église Saint-Yves-des-Quatre-Routes                                                                                      |
| Camp de Drancy | Drancy                            | Avenue Jean-Jaurès Rue Arthur-Fontaine Rue Auguste-Blanqui | 48° 55′ 12″ nord, 2° 27′ 18″ est | « PA93000015 » | Classé MH · Classé                   | 2001 2002 | Camp de Drancy |
| Église Saint-Jean-l'Évangéliste                                                                                          | Drancy                            | 93 avenue Marceau | 48° 55′ 50″ nord, 2° 25′ 51″ est | « EA93000008 » |                                      | 2011      | Église Saint-Jean-l'Évangéliste                                                                                          |
| Aérogare du Bourget | Dugny                             | Avenue du 8-Mai-1945 | 48° 57′ 04″ nord, 2° 26′ 26″ est | « PA00133016 » | Inscrit MH                           | 1994      | Aérogare du Bourget |
| Église Notre-Dame-des-Missions                                                                                           | Épinay-sur-Seine                  | 102 avenue Joffre | 48° 57′ 41″ nord, 2° 17′ 51″ est | « PA00079970 » | Classé MH                            | 1994      | Église Notre-Dame-des-Missions                                                                                           |
| Centre sportif municipal                                                                                                 | L'Île-Saint-Denis                 | | 48° 55′ 04″ nord, 2° 19′ 22″ est | « PA93000024 » | Inscrit MH                           | 2007      | Centre sportif municipal                                                                                                 |
| Théâtre du Garde-Chasse                                                                                                  | Les Lilas                         | 2 avenue Waldeck-Rousseau | 48° 52′ 54″ nord, 2° 25′ 12″ est | « PA00079969 » | Inscrit MH                           | 1990      | Théâtre du Garde-Chasse                                                                                                  |
| Église Saint-Michel-de-Gargan                                                                                            | Livry-Gargan                      | 19, 21 rue Firmin-Didot | 48° 54′ 41″ nord, 2° 31′ 21″ est | « EA93000010 » |                                      | 2011      | Église Saint-Michel-de-Gargan                                                                                            |
| Studio de cinéma Pathé-Albatros                                                                                          | Montreuil                         | 52 rue du Sergent-Bobillot | 48° 51′ 16″ nord, 2° 26′ 00″ est | « PA93000004 » | Inscrit MH                           | 1997      | Studio de cinéma Pathé-Albatros                                                                                          |
| Église Notre-Dame-de-l'Assomption                                                                                        | Neuilly-Plaisance                 | 41 avenue des Fauvettes | 48° 52′ 26″ nord, 2° 30′ 32″ est | « PA93000016 » | Inscrit MH                           | 2004      | Église Notre-Dame-de-l'Assomption                                                                                        |
| Hôpital de Ville-Évrard                                                                                                  | Neuilly-sur-Marne                 | 202 avenue Jean-Jaurès | 48° 51′ 32″ nord, 2° 32′ 56″ est | « PA93000002 » | Inscrit MH                           | 1996      | Hôpital de Ville-Évrard                                                                                                  |
| Chapelle Notre-Dame-des-Sans-Logis-et-de-Tout-le-Monde                                                                   | Noisy-le-Grand                    | 77 rue Jules-Ferry | 48° 50′ 52″ nord, 2° 34′ 37″ est | « EA93000011 » | Inscrit MH (2015) · Classé MH (2016) | 2011      | Chapelle Notre-Dame-des-Sans-Logis-et-de-Tout-le-Monde                                                                   |
| Cité expérimentale de Merlan                                                                                             | Noisy-le-Sec                      | Rue Auguste-Gouillard Allée du Canada Allée des Cottages Rue de Carrouges Avenue du Général-Leclerc Allée de la Libération Rue de la Prévoyance Avenue de Rosny Allée du Tchad | 48° 53′ 30″ nord, 2° 28′ 10″ est | « PA93000014 » | Inscrit MH                           | 2000      | Cité expérimentale de Merlan                                                                                             |
| Centre communautaire Ohel-Yossef                                                                                         | Pantin                            | 8 rue Gambetta | 48° 53′ 17″ nord, 2° 24′ 40″ est | « EA93000012 » |                                      | 2011      | Image manquante Téléverser                                                                                               |
| Grand ensemble des Courtillières                                                                                         | Pantin                            | | 48° 54′ 47″ nord, 2° 24′ 40″ est | « EA93000015 » |                                      | 2008      | Grand ensemble des Courtillières                                                                                         |
| Groupe scolaire | Pantin                            | 30 rue Méhul | 48° 53′ 21″ nord, 2° 24′ 55″ est | « PA93000005 » | Inscrit MH                           | 1997      | Groupe scolaire |
| Piscine de Pantin | Pantin                            | 47 avenue du Général-Leclerc | 48° 53′ 50″ nord, 2° 24′ 13″ est | « PA93000006 » | Inscrit MH                           | 1997      | Piscine de Pantin |
| Quartier de l'Église | Pantin                            | | 48° 53′ 29″ nord, 2° 24′ 44″ est | « EA93000013 » |                                      | 2008      | Image manquante Téléverser                                                                                               |
| Résidence Victor Hugo | Pantin                            | Avenue Jean-Lolive Rue Victor-Hugo | 48° 53′ 36″ nord, 2° 24′ 28″ est | « EA93000014 » |                                      | 2011      | Image manquante Téléverser                                                                                               |
| Usine élévatrice des eaux                                                                                                | Pantin                            | 49 avenue du Général-Leclerc | 48° 54′ 02″ nord, 2° 24′ 40″ est | « PA93000007 » | Inscrit MH                           | 1997      | Usine élévatrice des eaux                                                                                                |
| Église Sainte-Thérèse-des-Joncherolles                                                                                   | Pierrefitte-sur-Seine             | 21 avenue Nungesser-et-Coli | 48° 57′ 07″ nord, 2° 21′ 35″ est | « EA93000016 » |                                      | 2011      | Image manquante Téléverser                                                                                               |
| Groupe scolaire Jaurès-Brossolette                                                                                       | Le Pré-Saint-Gervais              | 34 avenue Jean-Jaurès | 48° 53′ 03″ nord, 2° 24′ 29″ est | « PA93000008 » | Inscrit MH                           | 1997      | Groupe scolaire Jaurès-Brossolette                                                                                       |
| Église Notre-Dame | Le Raincy                         | | 48° 53′ 45″ nord, 2° 30′ 49″ est | « PA00079948 » | Classé MH                            | 1966      | Église Notre-Dame |
| Parc à l'anglaise du duc d'Orléans                                                                                       | Le Raincy Les Pavillons-sous-Bois | | 48° 53′ 27″ nord, 2° 30′ 58″ est | « PA00079945 » | Inscrit MH (1982)                    | 1982      | Parc à l'anglaise du duc d'Orléans                                                                                       |
| Cinéma Le Trianon | Romainville                       | 1 rue Étienne-Dolet | 48° 53′ 02″ nord, 2° 26′ 27″ est | « PA93000009 » | Inscrit MH                           | 1997      | Cinéma Le Trianon |
| Église luthérienne Martin-Luther                                                                                         | Saint-Denis                       | 29 boulevard Carnot | 48° 56′ 17″ nord, 2° 21′ 09″ est | « EA93000017 » |                                      | 2011      | Image manquante Téléverser                                                                                               |
| Cité Auguste-Delaune | Saint-Denis                       | Avenue Colonel-Fabien | 48° 56′ 52″ nord, 2° 21′ 02″ est | « EA93000020 » |                                      | 2008      | Image manquante Téléverser                                                                                               |
| Cité Colonel-Fabien | Saint-Denis                       | Avenue Colonel-Fabien | 48° 56′ 43″ nord, 2° 20′ 58″ est | « EA93000019 » |                                      | 2008      | Image manquante Téléverser                                                                                               |
| Cité Guynemer | Saint-Denis                       | Rue Guynemer | 48° 56′ 49″ nord, 2° 21′ 33″ est | « EA93000021 » |                                      | 2008      | Image manquante Téléverser                                                                                               |
| Cité Paul-Langevin | Saint-Denis                       | | 48° 56′ 26″ nord, 2° 21′ 41″ est | « EA93000018 » |                                      | 2008      | Image manquante Téléverser                                                                                               |
| Siège de l'Humanité | Saint-Denis                       | 32 rue Jean-Jaurès Rue de Strasbourg | 48° 56′ 11″ nord, 2° 21′ 41″ est | « PA93000025 » | Inscrit MH                           | 2007      | Image manquante Téléverser                                                                                               |
| Église Saint-Louis | Villemomble                       | 13 place de la République | 48° 53′ 09″ nord, 2° 30′ 56″ est | « PA93000003 » | Inscrit MH                           | 1996      | Église Saint-Louis |
| Lotissement Les Mousseaux                                                                                                | Villepinte                        | | 48° 57′ 52″ nord, 2° 32′ 37″ est | « EA93000023 » |                                      | 2008      | Image manquante Téléverser                                                                                               |
| Pavillon du centenaire de l'aluminium                                                                                    | Villepinte                        | Parc des expositions | 48° 58′ 20″ nord, 2° 31′ 29″ est | « PA00125621 » | Inscrit MH                           | 1993      | Image manquante Téléverser                                                                                               |
| Secteur urbain Les Pyramides                                                                                             | Villepinte                        | | 48° 57′ 50″ nord, 2° 32′ 21″ est | « EA93000022 » |                                      | 2008      | Image manquante Téléverser                                                                                               |

### Sources
- [PDF] « Édifices ou ensembles labellisés « Patrimoine du XXe siècle » entre 2000 et 2015 », sur culturecommunication.gouv.fr, 24 février 2017